# Nélida Sulca
Nélida Sulca (* 10. Juli 1987) ist eine peruanische Leichtathletin, die sich auf den Langstreckenlauf spezialisiert hat.

## Sportliche Laufbahn
Erste Erfahrungen bei internationalen Meisterschaften sammelte Nélida Sulca bei den Crosslauf-Weltmeisterschaften 2017 in Kampala, bei denen sie nach 37:05 min auf den 60. Platz gelangte. Ende August wurde sie beim Lima-Halbmarathon in 1:17:12 h Dritte und im Jahr darauf gewann sie bei den Halbmarathon-Südamerikameisterschaften 2018 in Paramaribo in 1:20:51 h die Silbermedaille hinter ihrer Landsfrau Thalia Valdivia. 2019 erreichte sie bei den Crosslauf-Weltmeisterschaften in Aarhus nach 40:44 min Platz 71 und im Mai klassierte sie sich bei den Südamerikameisterschaften in Lima mit 34:00,03 min auf dem fünften Platz im 10.000-Meter-Lauf. Anschließend wurde sie bei den Halbmarathon-Südamerikameisterschaften in Asunción in 1:18:12 h Vierte.
2019 wurde Sulca peruanische Meisterin im 10.000-Meter-Lauf.

## Persönliche Bestleistungen
- 10.000 Meter: 34:03,00 min, 24. Mai 2019 in Lima
- Halbmarathon: 1:17:12 h, 27. August 2017 in Lima